# 塩谷朝業
塩谷 朝業（しおのや ともなり）は、平安時代末期から鎌倉時代初期にかけての武士・御家人・歌人。宇都宮成綱の子。母は平忠正の長子の新院蔵人長盛（新院は崇徳天皇の事）の娘。実父と養父の名を取って朝業と名乗る。下野宇都宮氏の生まれだが、当代の清和源氏流塩谷氏当主朝義に子が無かったことから、朝義の娘婿となり塩谷氏の名跡を継ぐ。系図では、子に塩谷親朝、笠間時朝、26歳で出家して親鸞の弟子となった塩谷朝貞（賢快・肥前法師）、三人の男子の間に一人ずつ娘（第二子、第四子）がいる。

## 略歴
宇都宮氏宗家4代当主宇都宮成綱と平忠正の孫娘を父母に持つ。塩原地方の統治基盤のてこ入れとして、後継者の無い塩谷朝義の養子として塩谷氏を継ぐ。
承安4年（1174年）1月24日 (旧暦)に生まれ、建久3年（1192年）に父・業綱が夭逝、2年後の建久5年（1194年）5月には祖父・朝綱が下野守野呂行房より公田横領を訴えられ、同年7月には朝業も連座の咎で周防国国府へと配流される。この時、朝綱は土佐国、兄・頼綱は豊後国へ流されている。源頼朝の働きかけがあったか、早いうちに赦免され帰国する。なお一説に実際には周防国には行かなかったとされる。
朝業がいつ塩谷氏の養子となりその名跡を継いだかは不詳であるが、朝業の領地の一つであった下伊佐野の箒根神社の由緒沿革によれば、建久2年（1191年）に下伊佐野一帯が朝業の領地となり、免地高二石二斗を寄進されたとあり、この頃か、少なくともこの時以前には、家督を継いでいたものと考えられている。
こうして朝業は塩谷郡における宇都宮氏族の防衛基盤を構築する傍ら、建仁3年（1203年）に第3代将軍となった源実朝に仕えて歌詠みの相手となる。『吾妻鏡』によると、建暦2年2月1日（1212年3月12日）に実朝が梅の花を一枝折って送り人知らずで朝業に届けさせると、朝業は直ぐに実朝の仕業と解し「嬉しさも匂いも袖に余りける、我が為折れる梅の初花」と一首詠んで追奉したとある。朝業と実朝は身分を越えて親しい間柄となり、建保7年1月27日（1219年2月20日）に実朝が公暁に暗殺されると、塩谷に戻り出家して信生と号し隠遁した。その後半生は歌人として『信生法師日記』を著すなど、兄・頼綱入道蓮生法師と共に宇都宮歌壇を創成し、また高僧法然を畏敬してその弟子の証空に師事し、文人・宗教人として京で暮らした。元仁2年（1225年）4月には善行寺詣の途中で、前年の伊賀氏事件で信濃国に配流された旧知の伊賀光宗を姥捨山の麓にあるという配所に訪ね、和歌を詠み交わしている。
嘉禄3年（1227年）に発生した嘉禄の法難の際には、延暦寺の僧兵から法然の遺骸を守るために、信生（朝業）と兄の蓮生（頼綱）の他、法阿（東胤頼）、道弁（渋谷七郎）などの出家者や六波羅探題の武士団らと共に、東山の法然廟所から二尊院までの遺骸移送の護衛にあたった。

## 年譜
- 1174年（承安4年1月24日） - 宇都宮業綱の次男として朝業（幼名竹千代）誕生。
- 1192年（建久3年） － 2月24日、父・業綱が夭逝(37歳)する。
- 1194年 6月17日（建久5年5月20日 (旧暦)） – 下野国国司の野呂行房から祖父朝綱が公田掠領（百余町）したと訴えられ、周防国に配流となる。〔吾妻鏡〕
- 1199年（正治元年） － この頃から川崎城の築城を開始する。
- 1204年（建仁3年） － 源実朝が第3代将軍となり、これに仕えて歌詠みの相手となる。
- 1204年（建仁4年） － この頃までに川崎城が竣工し、居城を川崎城に移す。
- 1212年3月12日（建暦2年2月1日） － 実朝が梅一枝を持参させた返歌として「嬉しさも匂いも袖に余りける、我が為折れる梅の初花」と詠む。〔吾妻鏡〕
- 1213年10月12日（建暦3年8月20日） － 和田合戦で将軍御所が焼失したため、新御所を建てて移転が行われた。京からの使者を新御所に迎えるための行列の御後の一人として参列する。〔吾妻鏡〕
- 1214年9月9日（建保2年7月27日） － 鎌倉大倉の大慈寺新御堂で供養があり、随兵の一人として実朝に付き従う。〔吾妻鏡〕　（同年頃、妻死す。）
- 1218年7月27日（建保6年6月27日） － 実朝右大将就任の拝賀のため、鶴岡八幡宮に参ずる行列に衛尉の一人として追従する。〔吾妻鏡〕
- 1219年2月20日（建保7年1月27日） － 実朝右大臣就任の拝賀のため、鶴岡八幡宮に参ずる行列に参列する。実朝、阿闍梨公暁に襲われて落命する。〔吾妻鏡〕
- 1220年（承久2年2月） - 法然の後継者証空上人の教導により出家し、信生法師を名乗る。
- 1225年（嘉禄元年） - 2月10日、修行のため、東海道を下る。2月29日、鎌倉到着。3月4日、北条政子の許しを得て持仏堂にて実朝の念仏供養。
- 1226年（嘉禄2年） - 妻十三回忌。この頃、川崎城に帰る。
- 1248年（宝治2年10月7日） - 京都にて客死。火葬される。享年75。